# Mercedes-Benz M 186
Der Mercedes-Benz M186 war ein Verbrennungsmotor, der von 1951 bis 1957 von Daimler-Benz für die Luxusmodelle von Mercedes-Benz hergestellt wurde. Der Motor war ein 3,0-Liter-Reihensechszylinder mit einer obenliegenden Nockenwelle, der in den frühen 1950er Jahren entwickelt wurde. Dieser Motor wurde hauptsächlich in der Mercedes-Benz 300 Adenauer, einer Oberklasselimousine, verbaut. Seine Premiere feierte er auf der Frankfurter Automobilausstellung im April 1951.

## Technik und Konzeption
Der M186 markierte die erste Entwicklungsstufe des 3-Liter-Motors, den Mercedes-Benz in den 1950er Jahren und darüber hinaus verwendete. Der M186-Motor weist mehrere Gemeinsamkeiten mit dem 2,2-Liter-M180 auf, ist jedoch nicht direkt mit diesem verwandt. Er wurde in zwei Hauptvarianten produziert, wobei die zweite eine Weiterentwicklung der ersten darstellt.
Der Motor wurde für zuverlässige Leistung unter anhaltend hoher Belastung konstruiert. Er verfügte über einen Gusseisenblock mit Aluminiumzylinderkopf, tiefe Wasserkanäle, eine innovative diagonale Zylinderkopf-Dichtfläche, die übergroße Einlass- und Auslassventile ermöglichte, einen Gegenstrom-Zylinderkopf, eine thermostatisch geregelte Ölkühlung, Kupfer-Blei-Lager und eine gehärtete Kurbelwelle.
- Bauart: Reihen-6-Zylinder
- Material: Gusseisenblock, Aluminium-Zylinderkopf
- Blockdesign: Kurzhuber
- Bohrung × Hub: 85 × 88 mm
- Hubraum: 2996 cm³
- Ventilsteuerung: eine obenliegende Nockenwelle (OHC)
- Zylinderkopf: 2 Ventile pro Zylinder
- Kurbelwelle: auf 7 Hauptlagern gelagert

## Varianten

### M186 I (1951–1954)
Der M186 I war die erste Version des Motors und wurde mit zwei Solex 40 PBJC-Vergasern betrieben. Dank eines Verdichtungsverhältnisses von 6,4:1 erreichte er eine maximale Leistung von 115 PS bei 4600 U/min, während das maximale Drehmoment 196 Nm bei 2500 U/min betrug.
Merkmale:
- Kraftstoffsystem: zwei Solex 40 PBJC Vergaser
- Verdichtungsverhältnis: 6,4:1
- Maximale Leistung: 115 PS bei 4600 U/min
- Max. Drehmoment: 196 Nm bei 2500 U/min

Einsatzbereiche:
- Mercedes-Benz 300 „Adenauer“ (Limousine und Cabriolet, 1951–1954)

### M186 II (1954–1957)
Der M186 II war eine weiterentwickelte Version des M186 I mit Leistungssteigerung und weiteren technischen Verbesserungen.
Merkmale:
- Kraftstoffsystem: zwei Solex 32 PAIAT Vergaser
- Automatischer Starter
- Verdichtungsverhältnis: 7,4–7,5:1
- Maximale Leistung: 125 PS bei 4500 U/min
- Max. Drehmoment: 221 Nm bei 2600 U/min

Einsatzbereiche:
- Mercedes-Benz 300b (Limousine und Cabriolet, 1954–1955)
- Mercedes-Benz 300c (Limousine und Cabriolet, 1955–1957)

## Weitere Entwicklungen
Der M186 bildete die Grundlage für leistungsstarke und langlebige Motoren, die Mercedes-Benz in den folgenden Jahrzehnten in seinen Oberklassemodellen einsetzte. Zu den wichtigsten Weiterentwicklungen gehörten: Hier ein kurzer Überblick:
- M188 – eine leistungsstärkere Version des M186
- M199 – eine Einspritzversion des M188
- M189 – eine leistungsschwächere Variante des M199
- M198 – Hochleistungsvariante, bekannt aus dem Mercedes-Benz 300 SL „Flügeltürer“